# Rameau palmaire superficiel de l'artère radiale
Le rameau palmaire superficiel de l’artère radiale est une branche artérielle de la main.

## Origine
Le rameau palmaire superficiel de l’artère radiale naît de l'artère radiale, à l'endroit où elle contourne le côté latéral du poignet.

## Trajet
Il chemine vers l'avant, il traverse, ou passe parfois au-dessus, les muscles thénars qu'il vascularise.
Il s'anastomose avec la partie terminale de l'artère ulnaire, complétant l'arcade palmaire superficielle.

### Variation
Ce vaisseau varie considérablement en taille. Généralement il est très petit et se termine dans les muscles du pouce ou il est aussi gros que le prolongement de l'artère radiale elle-même.